# (10760) Ozeki
(10760) Ozeki est un astéroïde de la ceinture principale.

## Description
(10760) Ozeki est un astéroïde de la ceinture principale. Il fut découvert le 15 octobre 1990 à Kitami par Kin Endate et Kazuro Watanabe. Il présente une orbite caractérisée par un demi-grand axe de 2,21 UA, une excentricité de 0,13 et une inclinaison de 4,7° par rapport à l'écliptique.

## Compléments